# Oltář vlasti

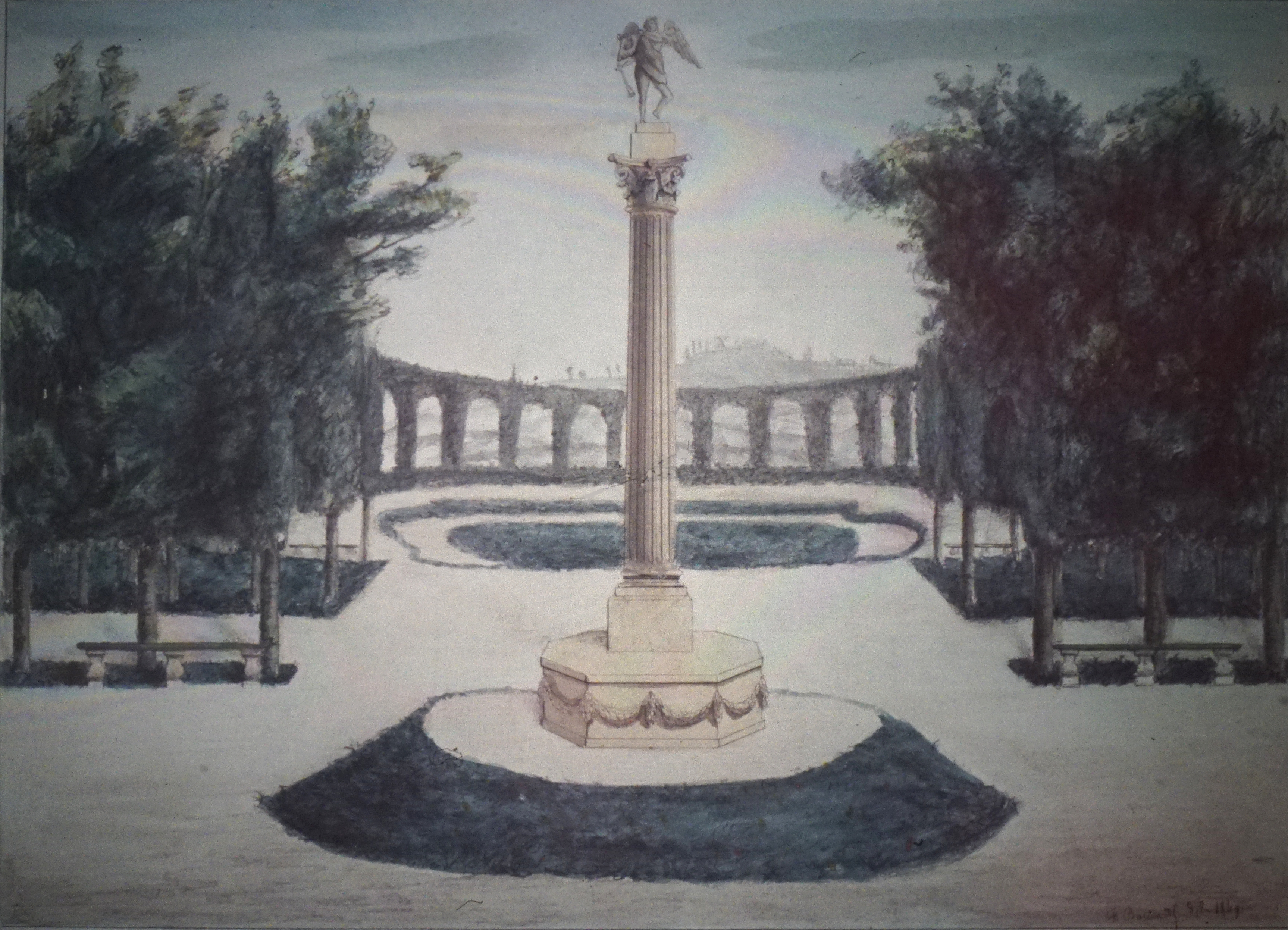
Oltář svobody v Remeši, anonymní rytina

Oltář vlasti (autel de la patrie) nebo také Oltář svobody (autel de la liberté) byl politický pomník a symbol občanství, fyzická reprezentace národa, vytvořený během Francouzské revoluce. Tyto oltáře měly být místem pro oslavy a občanské obřady, někdy v souvislosti s novými kulty.

## Kontext
Během Francouzské revoluce poslanci Národního zákonodárného shromáždění rozhodli o vytvoření nových symbolů, které konkretizovaly francouzský národ. Tyto pomníky měly sloužit jako shromaždiště občanů, ale také k oslavě nových revolučních kultů. Zákon 26. června 1792 stanovil, že v každé obci bude postaven oltář vlasti. Na každém oltáři musel být vyryt nápis „Občan se rodí, žije a umírá pro vlast.“

## Výstavba

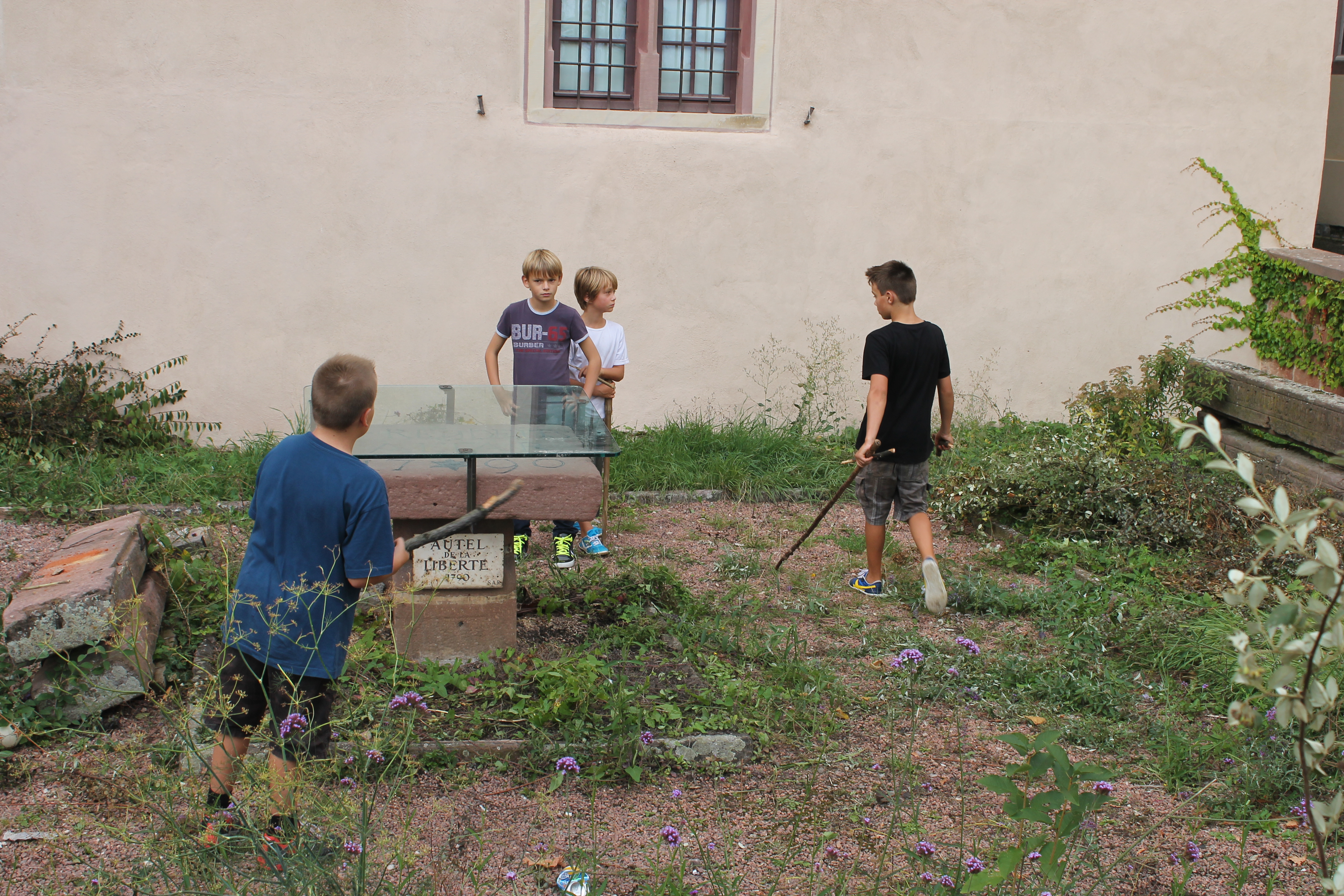
Autel de la Liberté v alsaském Riquewihru

První oltář postavil v roce 1789 vědec a novinář Antoine-Alexis Cadet de Vaux ve Franconville-la-Garenne.
Architektura těchto oltářů, postavených z kamene nebo dřeva mohla mít starověký, zednářský nebo náboženský styl. Někdy se také nazývaly oltáře svobody, často byly vedle nich vysazovány Stromy svobody.

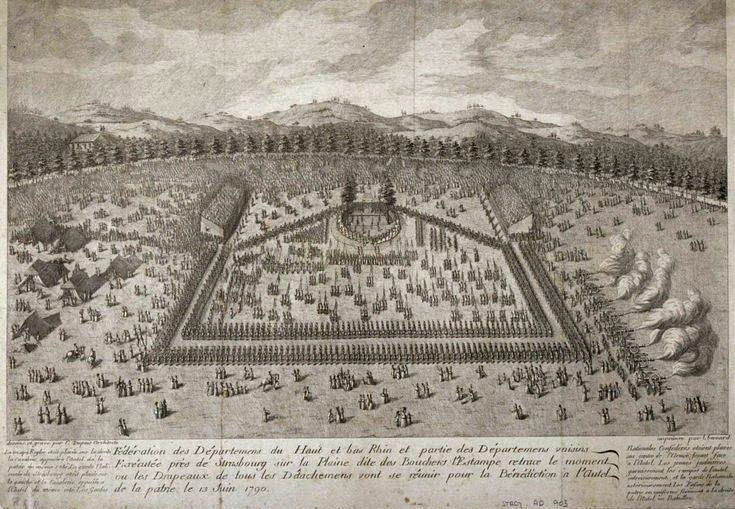
Shromáždění u oltáře vlasti ve Štrasburku

## Po revoluci
Stejně jako Stromy svobody byla většina oltářů zničena během Prvního císařství. Zachovalo se jich jen velmi málo, poničený oltář v obci Fontvieille (Bouches-du-Rhône), oltář v dobrém stavu v Thionville (Moselle) a nebo oltář doplněný křesťanským křížem v Plassacu (Gironde).
Dubový oltář vlasti je uchován a vystaven v Musée des Beaux-Arts v Angers. Oltář, který v roce 1798 vyřezal Pierre Louis David má tvar zkráceného antického sloupu a zdobí ho girlandy z květin, dubových listů a žaludů, které drží pohromadě svázané stuhy.
V roce 2006 objevil farmář v Lézinnes, na okraji Pacy-sur-Armançon (Yonne) pozůstatky, které vypadají jako oltář vlasti.